# 1180

## Догађаји
- 13. јануар – Хајнрих Лав, војвода Саксоније и Баварске, лишен је својих војводстава и свих царских феуда на царском пријему у Вирцбургу због кршења краљевог мира. 13. априла, цар Фридрих I Барбароса издаје Гелнхаузенску повељу, формално распуштајући Хенријеве бивше домене. Део Саксоније је реорганизован као Вестфалско војводство, док су друге територије додељене његовом савезнику, Оту I Риђокосом, војводи Баварске.
- 24. септембар – Цар Манојло I Комнин умире у Цариграду након 37-годишње владавине. Наслеђује га једанаестогодишњи син, Алексије II Комнин, који ће кратко владати као цар Византијског царства под регентством своје мајке, Марије од Антиохије. Марија преузима власт као регенткиња (до 1183. године) и узима за саветника и љубавника Алексија Комнина (протосебаста), нећака Манојла I, што изазива скандал и немире међу византијским становништвом.
- 18. септембар – Краљ Луј VII (звани Млађи) умире у Паризу након 43-годишње владавине. Наслеђује га петнаестогодишњи син, Филип II, који постаје једини владар Француске и влада до 1223. године.
- Краљ Балдуин IV шаље изасланике Саладину предлажући мировни споразум. Због јаке суше, велики део Сирије погађа глад, што је навело Саладина да пристане на двогодишње примирје. Иако је Ремон од Триполија у почетку осуђивао споразум, био је приморан да га прихвати након ајубидског поморског напада на лучки град Тартус.
- Саладин се меша у сукоб између Зенгида из Мосула и Артукида. Убеђује селџучки султанат Рум да се не меша и наставља са пљачкањем Киликијске Јерменије.
- Балдуин IV организује брак своје сестре Сибиле са Гајем од Лизињана, братом управника Амалрика од Лузињана. Балдуин додељује Гају округ Јафа и Аскалон као феуд.
- 18. март – Цар Такакура је приморан да абдицира од стране Таира но Кијоморија након 12-годишње владавине. Наслеђује га двогодишњи син, цар Антоку, који ће владати до 1185. Кијомори преузима контролу над владом, владајући као регент у име детета цара.
- Генпејски рат: Принц Мочихито покреће побуну против владајућег клана Таира. Као подршку устанку, Минамото но Јоримаса позива на оружје, апелујући на неколико будистичких манастира — као што су Енрјаку-џи, Мии-дера и други — које је Кијомори отуђио.
- 20. јун – Битка код Уџија: Принц Мочихито и Минамото но Јоримаса склониште проналазе у храму Бјодо-ин. Апелују на ратничке монахе за помоћ, али их на крају поражавају снаге Таира. Јоримаса извршава самоубиство, а Мочихито је убијен док је бежао.
- Хангџоу, престоница Јужне династије Сунг у Кини, постаје највећи град на свету, претекавши Фес у Алмохадском калифату.

## Смрти
- Ибн Дауд

- Јарослав II Кијевски

- Луј VII

- Роман I Ростиславич

- Одо де Сан Аман
- Собјеслав II, војвода Чешке

- Кретјен де Троа

- 24. септембар — Манојло I Комнин, византијски цар. (*1118)